# Base de la Fuerza Aérea Warren
Warren AFB es un lugar designado por el censo ubicado en el condado de Laramie en el estado estadounidense de Wyoming. En el año 2010 tenía una población de 3072 habitantes y una densidad poblacional de 238,14 personas por km².

## Geografía
Warren AFB se encuentra ubicado en las coordenadas 41°8′57.36″N 104°51′43.78″O / 41.1492667, -104.8621611. Según la Oficina del Censo, la localidad tiene un área total de 12,9 km² (5 mi²), las cuales son todas de tierra.

### Localidades adyacentes
El siguiente diagrama muestra a las localidades en un radio de 52 kilómetros (32,3 mi) de Warren AFB.

## Demografía
En el 2000 la renta per cápita promedia del hogar era de $32 589, y el ingreso promedio para una familia era de $32 946. El ingreso per cápita para la localidad era de $18 426. En 2000 los hombres tenían un ingreso per cápita de $25 247 contra $20 819 para las mujeres. Alrededor 2,4 % de la población estaba bajo el umbral de pobreza nacional.